# Pohybová skupina Velká medvědice
Pohybová skupina Velká medvědice (také Collinder 285) je hvězdná asociace v souhvězdí Velké medvědice. Se svou vzdáleností 78 světelných let je to hvězdná asociace druhá nejbližší k Zemi, blíže je pouze pohybová skupina AB Doradus. Pravou podstatu této asociace odhalil Richard Anthony Proctor v roce 1869. Jde o soustavu hvězd, které mají shodný směr pohybu prostorem, a proto se předpokládá, že mají i společný původ. Tato skupina je bohatá na jasné hvězdy, včetně většiny hvězd známého asterismu Velkého vozu.

## Stavba a objev

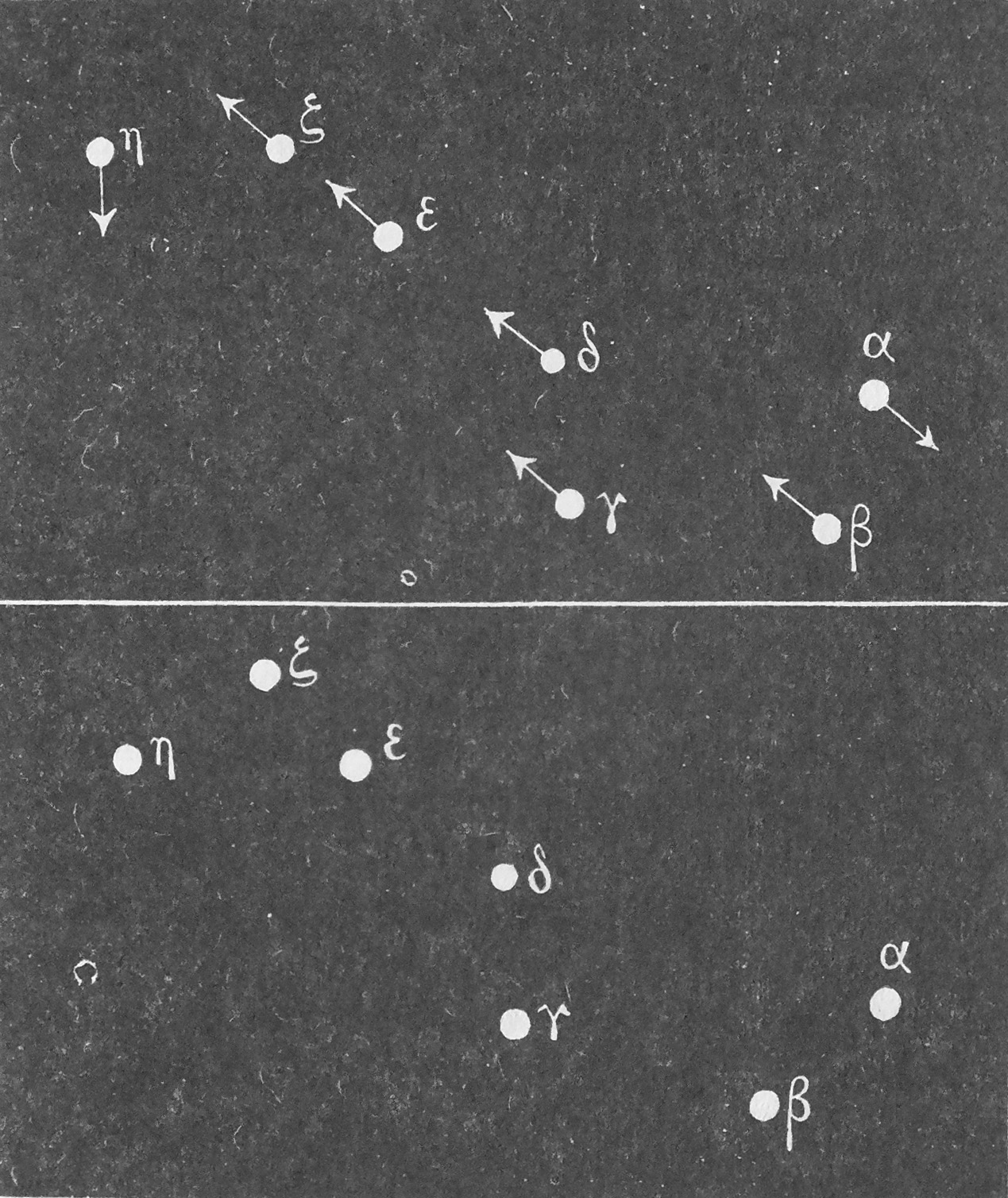
Vlastní pohyb hlavních hvězd pohybové skupiny Velké medvědice (Ottův slovník naučný, 1897)

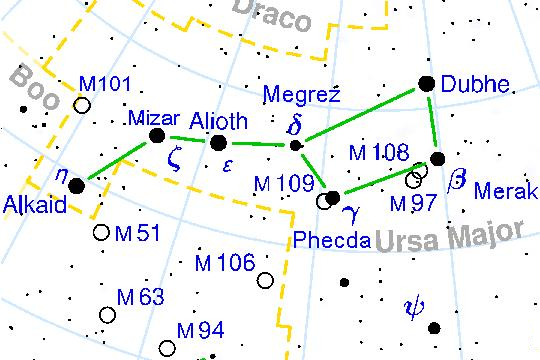
Poloha pohybové skupiny v souhvězdí Velké medvědice

Všechny hvězdy skupiny se nachází pohromadě uvnitř Mléčné dráhy, pohybují se přibližně stejným směrem a rychlostí, mají podobnou metalicitu a na základě teorie vzniku hvězd by tedy měly mít stejné stáří. Tento přehled naznačuje, že všechny hvězdy skupiny mají společný původ.
Na základě stáří těchto hvězd se usuzuje, že skupina původně byla otevřenou hvězdokupou, která se vytvořila z protostelární mlhoviny před přibližně 500 miliony let. Od té doby se skupina rozptýlila do oblasti velké přibližně 30 x 18 světelných let, jejíž střed se nachází ve vzdálenosti přibližně 80 světelných let od Země.
Asociaci objevil v roce 1869 Richard Anthony Proctor, který prohlásil, že kromě hvězd Dubhe a Alkaid mají hvězdy Velkého vozu stejný vlastní pohyb, který vychází ze společného středu v souhvězdí Střelce. Velký vůz je tedy, na rozdíl od jiných asterismů, z velké části tvořen navzájem blízkými hvězdami.
Mezi nejjasnější členy pohybové skupiny patří například Alphecca (α Coronae Borealis), Menkalinan (β Aurigae), Skat (δ Aquarii), γ Leporis a Chow (β Serpentis). Mnoho dalších méně či více jasných hvězd, které se řadí do této skupiny, je vypsáno níže.

## Členové skupiny
Současná měřítka příslušnosti ke skupině jsou založena na pohybu hvězd prostorem. Tento pohyb může být určen pomocí vlastního pohybu a paralaxy (vzdálenosti), a také z radiální rychlosti. Satelit Hipparcos značně zvýšil přesnost měření jak vlastního pohybu, tak i paralaxy nejbližších hvězd, a tím umožnil důkladněji prozkoumat tuto i další asociace.
Na základu vzdálenosti (naměřené satelitem Hipparcos) a zdánlivé magnitudy hvězdy je možné zjistit její absolutní magnitudu, pomocí které se dá odhadnout stáří hvězdy. Vypadá to, že hvězdy této skupiny mají stejné stáří přibližně 500 milionů let.

## Hlavní hvězdy
Základ skupiny tvoří 14 níže uvedených hvězd, z nichž 13 patří do souhvězdí Velké medvědice a jedna do sousedního souhvězdí Honicích psů. Tyto hvězdy se nacházejí nejblíže středu skupiny.
| Název     | Souhvězdí       | B | F  | HD     | HIP   | Mv   | vzdálenost (ly) | spektrální třída | Poznámka                              |
| --------- | --------------- | - | -- | ------ | ----- | ---- | --------------- | ---------------- | ------------------------------------- |
| ε UMa     | Velká medvědice | ε | 77 | 112185 | 62956 | 1.76 | 81              | A0p              | Alioth                                |
| ζ UMa A   | Velká medvědice | ζ | 79 | 116656 | 65378 | 2.23 | 78              | A2V              | Mizar, Mizat, Mirza, Mitsar, Vasistha |
| β UMa     | Velká medvědice | β | 48 | 95418  | 53910 | 2.34 | 79              | A1V              | Merak, Mirak                          |
| γ UMa     | Velká medvědice | γ | 64 | 103287 | 58001 | 2.41 | 84              | A0V SB           | Phad, Phecda, Phegda, Phekha, Phacd   |
| δ UMa     | Velká medvědice | δ | 69 | 106591 | 59774 | 3.32 | 81              | A3V              | Megrez, Kaffa                         |
| ζ UMa B   | Velká medvědice | ζ | 79 | 116657 |       | 3.95 |                 |                  | Mizar, Mizat, Mirza, Mitsar, Vasistha |
| 80 UMa    | Velká medvědice | g | 80 | 116842 | 65477 | 3.99 | 81              | A5V SB           | Alcor, Saidak, Suha, Arundhati        |
| 78 UMa    | Velká medvědice |   | 78 | 113139 | 63503 | 4.93 | 81              | F2V              |                                       |
| 37 UMa    | Velká medvědice |   | 37 | 91480  | 51814 | 5.16 | 86              | F1V              |                                       |
| HD 115043 | Velká medvědice |   |    | 115043 | 64532 | 6.82 | 84              | G1V              | Gliese 503.2                          |
| HD 109011 | Velká medvědice |   |    | 109011 | 61100 | 8.10 | 77              | K2V              | NO UMa                                |
| HD 110463 | Velká medvědice |   |    | 110463 | 61946 | 8.28 | 76              | K3V              | NP UMa                                |
| HD 109647 | Honicí psi      |   |    | 109647 | 61481 | 8.53 | 86              | K0               | DO CVn                                |

### Další členové pohybové skupiny
Střed skupiny obklopuje „proud“ hvězd, které jsou pravděpodobnými členy skupiny, široce rozprostřenými na rozsáhlé části oblohy (od Cefea až po Jižní trojúhelník).
| Název      | Souhvězdí         | B  | F  | HD     | HIP    | Mv   | vzdálenost (ly) | spektrální třída | Poznámka                                                                                |
| ---------- | ----------------- | -- | -- | ------ | ------ | ---- | --------------- | ---------------- | --------------------------------------------------------------------------------------- |
| β Aur      | Vozka             | β  | 34 | 40183  | 28360  | 1.90 | 82              | A2V              | Menkalinan, Menkalina                                                                   |
| α CrB      | Severní koruna    | α  | 5  | 139006 | 76267  | 2.22 | 75              | A0V              | Alphecca, Alphacca, Alphekka, Gemma, Gnosia, Gnosia Stella Coronae, Asteroth, Ashtaroth |
| δ Aqr      | Vodnář            | δ  | 76 | 216627 | 113136 | 3.27 | 159             | A3V              | Skat, Scheat, Seat, Sheat                                                               |
| ζ Leo      | Lev               | ζ  | 36 | 89025  | 50335  | 3.43 | 260             | F0III            | Adhafera, Aldhafera, Aldhafara                                                          |
| γ Lep A    | Zajíc             | γ  | 13 | 38393  | 27072  | 3.59 | 29              | F7V              |                                                                                         |
| β Ser      | Had               | β  | 28 | 141003 | 77233  | 3.65 | 153             | A3V              | Chow                                                                                    |
| ζ Boo A    | Pastýř            | ζ  | 30 | 129246 | 71795  | 3.78 | 180             | A3IVn            |                                                                                         |
| χ1 Ori     | Orion             | χ1 | 54 | 39587  | 27913  | 4.39 | 28              | G0V              |                                                                                         |
| ζ Boo B    | Pastýř            | ζ  | 30 | 129247 |        | 4.43 | 180             | A2III            |                                                                                         |
| 21 LMi     | Malý lev          |    | 21 | 87696  | 49593  | 4.49 | 91              | A7V              |                                                                                         |
| χ Cet A    | Velryba           | χ  | 53 | 11171  | 8497   | 4.66 | 77              | F3III            |                                                                                         |
| γ Mic      | Mikroskop         | γ  | 39 | 199951 | 103738 | 4.67 | 223             | G8III            |                                                                                         |
| ζ Crt      | Pohár             | ζ  | 27 | 102070 | 57283  | 4.71 | 350             | G8III            |                                                                                         |
| ζ TrA      | Jižní trojúhelník | ζ  | 31 | 147584 | 80686  | 4.90 | 39              | F9V              |                                                                                         |
| 16 Lyr     | Lyra              |    | 16 | 177196 | 93408  | 5.00 | 128             | A7V              |                                                                                         |
| 66 Tau     | Býk               | r  | 66 | 27820  | 20522  | 5.10 | 396             | A3V              |                                                                                         |
| 59 Dra     | Drak              |    | 59 | 180777 | 94083  | 5.11 | 89              | A9V              |                                                                                         |
| 89 Psc     | Ryby              | f  | 89 | 7804   | 6061   | 5.13 | 220             | A3V              |                                                                                         |
| HD 75605   | Kompas            |    |    | 75605  | 43352  | 5.19 | 229             | G8III            |                                                                                         |
| 18 Boo     | Pastýř            |    | 18 | 125451 | 69989  | 5.41 | 85              | F5IV             |                                                                                         |
| HD 109799  | Hydra             |    |    | 109799 | 61621  | 5.41 | 113             | F0V              |                                                                                         |
| π1 UMa     | Velká medvědice   | π1 | 3  | 72905  | 42438  | 5.63 | 47              | G1.5Vb           | Muscida                                                                                 |
| HD 220096  | Sochař            |    |    | 220096 | 115312 | 5.65 | 329             | G5IV             |                                                                                         |
| 29 Com     | Vlasy Bereniky    |    | 29 | 111397 | 62541  | 5.71 | 402             | A1V              |                                                                                         |
| HD 18778   | Cefeus            |    |    | 18778  | 14844  | 5.92 | 202             | A7III-IV         |                                                                                         |
| HD 165185  | Střelec           |    |    | 165185 | 88694  | 5.94 | 57              | G3V              | Gliese 702.1                                                                            |
| 6 Sex      | Sextant           |    | 6  | 85364  | 48341  | 6.01 | 200             | A8III            |                                                                                         |
| HD 171746  | Herkules          |    |    | 171746 | 91159  | 6.21 | 112             | G2Vv comp        |                                                                                         |
| HD 26932   | Býk               |    |    | 26932  |        | 6.23 | 69              | G0IV             |                                                                                         |
| HD 129798  | Drak              |    |    | 129798 | 71876  | 6.24 | 139             | F2V              | DL Dra                                                                                  |
| 41 Vir     | Panna             |    | 41 | 112097 | 62933  | 6.25 | 199             | A7III            |                                                                                         |
| χ Cet B    | Velryba           | χ  | 53 | 11131  | 8486   | 6.72 | 78              | G0               | EZ Cet                                                                                  |
| HD 71974 A | Rys               |    |    | 71974  | 41820  | 7.51 | 94              | G5               |                                                                                         |
| HD 59747   | Rys               |    |    | 59747  | 36704  | 7.70 | 64              | G5               | DX Lyn                                                                                  |
| HD 28495   | Žirafa            |    |    | 28495  | 21276  | 7.76 | 90              | G0               | MS Cam                                                                                  |
| HD 173950  | Lyra              |    |    | 173950 | 92122  | 8.08 | 121             | G5               | V595 Lyr                                                                                |
| HIP 66459  | Honicí psi        |    |    |        | 66459  | 9.06 | 36              | K5               | Gliese 519                                                                              |
| HD 71974 B | Rys               |    |    | 71974  | 41820  | 9.09 | 94              |                  |                                                                                         |
| HD 95650   | Lev               |    |    | 95650  | 53985  | 9.68 | 38              | M0               | DS Leo, Gliese 410                                                                      |
| HD 238224  | Velká medvědice   |    |    | 238224 | 65327  | 9.72 | 82              | K5               | Gliese 509.1                                                                            |
| HD 13959   | Velryba           |    |    | 13959  | 10552  | 9.76 | 124             | K2               | Gliese 91.1                                                                             |
| HD 156498  | Hadonoš           |    |    | 156498 | 84595  | 9.98 | 271             |                  | V2369 Oph                                                                               |

### Blízké hvězdy nepatřící do skupiny
Blízká a jasná hvězda Sirius byla původně považována za člena skupiny, ale tuto možnost vyvrátil výzkum, který v roce 2003 provedli Jeremy King a kol. z Clemsonské univerzity. Podle tohoto výzkumu je Sirius příliš mladý na to, aby mohl být členem této skupiny.
Sluneční soustava se nachází na okraji této skupiny, ale není jejím členem, protože má desetinásobné stáří. Slunce se k této skupině pouze přiblížilo při svém oběhu kolem středu Galaxie a v minulosti tedy bylo od těchto hvězd velmi vzdálené.